# Бабенгаузен
Бабенгаузен (нім. Babenhausen) — місто в Німеччині, знаходиться в землі Гессен. Підпорядковується адміністративному округу Дармштадт. Входить до складу району Дармштадт-Дібург.
Площа — 66,87 км2. Населення становить 16 927 ос. (станом на 31 грудня 2020).